# Вассиан (Рыло)
Архиепи́скоп Вассиа́н (Ры́ло) (первая треть XV века — 23 марта 1481) — епископ Русской православной церкви, архиепископ Ростовский, Ярославский и Белозерский.
Прославлен в лике святителя. Память 6/19 июля в Соборе Радонежских святых и 23 мая/5 июня в Соборе Ростово-Ярославских святых.

## Биография
Родился в XV веке в Волоколамске (по Ростовской летописи — родился в 19 верстах от Ростова при реке Луше).
Был родственником преподобного Иосифа Волоцкого.
В юношеские годы пришёл в Боровский монастырь к преподобному Пафнутию и стал его любимым учеником, а впоследствии написал его житие.
Сведения о том, что Вассиан родился в Волоколамске, был родственником преподобного Иосифа и жил в Боровском монастыре, подвергаются сомнениям. Василий Ключевский доказал, что Вассиан не мог быть учеником святого Пафнутия. Он указывает, что нет достоверных сведений о пребывании Вассиана в Пафнутиевом монастыре. Такого же мнения придерживался и Иван Хрущов, который считал, что «Вассиан Рыло был ровесником Пафнутия и не мог быть не только его учеником, но и постриженником его обители. Ведь странно было бы предположить назначение новопостриженного монаха только что возникшего монастыря игуменом Троице-Сергиевой обители». Вероятно, в связи с одинаковыми именами Ростовских архиереев, факт из биографии Вассиана II (Санина) о пребывании в Боровском монастыре по ошибке попал в жизнеописание Вассиана I (Рыло).
С 1455 года — игумен Троице-Сергиева монастыря. Вскоре по избрании он был отправлен митрополитом Московским Ионою для утверждения в православии киевской княгини Анастасии с детьми Симеоном и Михаилом. Свою миссию он выполнил с большим успехом.
Участник посольства в Литву в 1458—1461 годах.
В 1466—1468 годах был архимандритом Спасо-Преображенского монастыря на бору, сменив Трифона, которого назначили на Ростовскую кафедру.
После того как 6 августа 1467 года Трифон отказался от своей кафедры, 13 декабря 1467 года хиротонисан во епископа Ростовского с возведением в сан архиепископа.

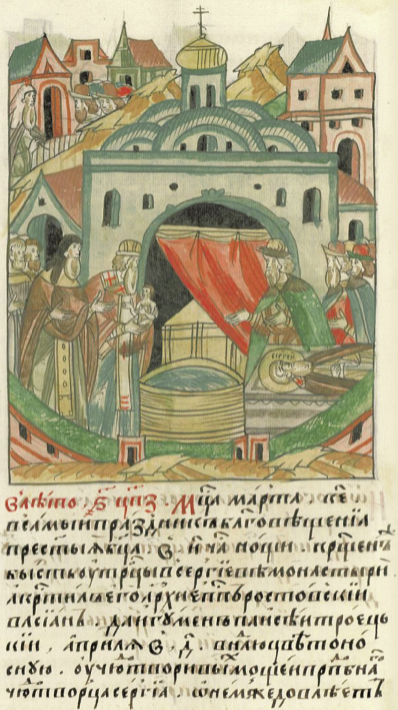
Вассиан Рыло крестит Василия Ивановича

В 1479 году в Сергиевском монастыре он крестил Василия, сына великого князя Иоанна III.
Как человек деятельный и образованный, архиепископ Вассиан занимал видное место в политической жизни своего времени. Он воодушевлял князей на борьбу с татарами. Отличаясь характером миролюбивым, архиепископ Вассиан всегда стремился примирить между собой враждующих князей и, пользуясь своим большим авторитетом, достигал в этом деле успеха.
Современники характеризовали архиепископа Вассиана как архипастыря энергичного, образованного, начитанного и красноречивого. По красноречию архиепископ Вассиан считался «Демосфеном» своего времени.
Преосвященный Вассиан известен и литературной деятельностью. В 1480 году во время «Великого стояния на Угре», узнав об отступлении великого князя Ивана III в Кременец и переговорах с ханом Золотой Орды Ахматом, написал Ивану III в начале октября 1480 года пространное и убедительнейшее «Послание на Угру» о мужественном стоянии против татар, приводя ему многие примеры из Священного Писания и отечественных летописей. Это послание по важности содержания занимало первое место из всех посланий духовных лиц в литературе времён правления Ивана III. Послание Вассиана, пронизанное патриотическими идеями, в XVI веке стало образцом для жанра посланий церковных деятелей царям.
Незадолго до смерти, зимой 1480-1481, владыка Вассиан на свои средства заказал иконописцу Дионисию и ещё трем художникам изготовить иконостас для Успенского собора московского Кремля.
«Того же лета владыка ростовский Васьян дал сто рублев мастером иконником, Денисию, да попу Тимофею, да Ярцу, да Коне, писати Деисус в новую церковь святую Богородицу, иже и написаша чюдно велми, и с Праздники и с Пророки».
Скончался 23 марта 1481 года.

## Труды
- Послание к великому князю Иоанну на Угру
- Распорядительная грамота // Акты, собранные в библиотеках и архивах Российской империи Археографическою экспедициею Императорской Академии Наук: в 4 т. — СПб., 1836, т. 1, № 85.